# Skeppargatan 40
Skeppargatan 40 är en svensk film regisserad av Gustaf Edgren från 1925.

## Om filmen
Filmen premiärvisades 5 januari 1925 på biograf Victoria i Göteborg. Som förlaga har man  Algot Sandbergs pjäs Skeppargatan 40 som uruppfördes 1909 och utgavs som roman 1913. För foto svarade Carl-Axel Söderström.

## Rollista i urval
- Einar Hanson - Erhard Malm, informator
- Mona Mårtenson - Ruth Frendin, dotter till konsul Frendin
- Vilhelm Bryde - Gustaf Ek, löjtnant
- Magda Holm - Erika Blom
- Hulda Malmström - Änkefru Blom, fläskhandlerska, Erikas mor
- Edit Ernholm - Lovisa, hushållsassistent
- Anders Larsson - Lill-Anders, trädgårdsdräng
- Henning Ohlsson - Andréas Persson, stol- och likkistmakare
- Alfred Lundberg - Frendin, konsul
- Karin Swanström - Konsulinnan Frendin
- Albert Christiansen - Tore Frendin, deras son
- Ernst Fastbom - Mäster Tidlund
- Gösta Alexandersson - Tom, hans dotterson